# Tatouage en Corée du Nord
Le tatouage en Corée du Nord est une forme particulière d'expression artistique et culturelle. D'abord tabouïsé par le régime nord-coréen, le tatouage demeure encadré par le cadre idéologique auquel est soumis le pays et se limite à l'expression particulière de la loyauté, en particulier chez les militaires. Pour les transfuges en Corée du Sud, il devient un marqueur à supprimer pour s'intégrer dans la société.

## Histoire
Une certaine tabouïsation du tatouage par le régime existe à travers le XXe siècle, le régime imposant des restrictions pour limiter les tendances, à la fois pour contrer les formes d'individualité et parce qu'on juge alors les expressions comme insensées. Les personnes déjà tatouées sont alors poussées à supprimer ces marques corporelles vers la fin du siècle. Le tatouage se développe pourtant parmi de nombreux hommes en fin d'adolescence, en particulier ceux entamant leur service militaire, pour qui il s'agit d'un moyen limité de s'exprimer. Cependant, d'après le témoignage d'un transfuge publié en 2024, la tendance générationnelle évolue : les vingtenaires et trentenaires ne sont plus attirés par cette pratique, encore moins si c'est pour exprimer la loyauté envers le régime,.

## Représentations
Le tatouage nord-coréen est limité par le cadre idéologique du pays,. Ce sont avant tout des messages de loyauté envers le dirigeant, notamment par la représentation de symboles auxquels il s'associe, ou bien des messages d'intrépidité personnelle ou imprégnée par l'antiaméricanisme autorisé. On peut notamment retrouver des slogans tatoués comme « Kimilsungia » (soit, la fleur de Kim Il-sung) ou encore « Pour la Patrie ». La tendance grandissante de messages en anglais pourrait cependant indiquer des changements politiques et culturels au sein de la société nord-coréenne.

## Sociologie
Les tatoueurs professionnels n'existant pas dans le pays, les artistes sont mentionnés par communication verbale et les dessins restent primitifs, d'autant qu'ils sont réalisés sans équipement technique et sans anesthésiant. À noter également que la pratique est bien davantage acceptée chez les hommes que chez les femmes : considérant dans tous les cas l'habit traditionnel chez les femmes, si tant est que des tatouages existent, ils seraient sans doute laissés non apparents. Il existerait aussi une pratique selon laquelle les femmes s'appliquent de l'encre de tatouage sur le visage pour souligner les sourcils ou les lèvres.

## Dépréciation chez les transfuges
Au sein de la société sud-coréenne, les tatouages nord-coréens sont en effet vus comme des marqueurs négatifs et leur suppression aurait permis à certains transfuges à trouver un emploi,. Ces derniers cherchent à camoufler les tatouages qui deviennent sources de frein à l'intégration et de regret chez les porteurs. Le 17 août 2015, la police de Yongsan-gu, à Séoul, annonce dans cette perspective qu'elle a conclu un programme de détatouage depuis le 29 juillet 2014 avec l'Association coréenne des chirurgiens plasticiens pour aider au détatouage des transfuges nord-coréens : huit transfuges auraient alors été opérés avec 33 autres en attente.